# Plagiophthalmosuchus
Plagiophthalmosuchus gracilirostris
Genre
Espèce
Plagiophthalmosuchus est un genre fossile de Crocodyliformes de la famille des Teleosauroidea qui vivait au Jurassique inférieur (Toarcien) en Angleterre.
Ce genre est monotypique et l'espèce connue est Plagiophthalmosuchus gracilirostris.

## Description

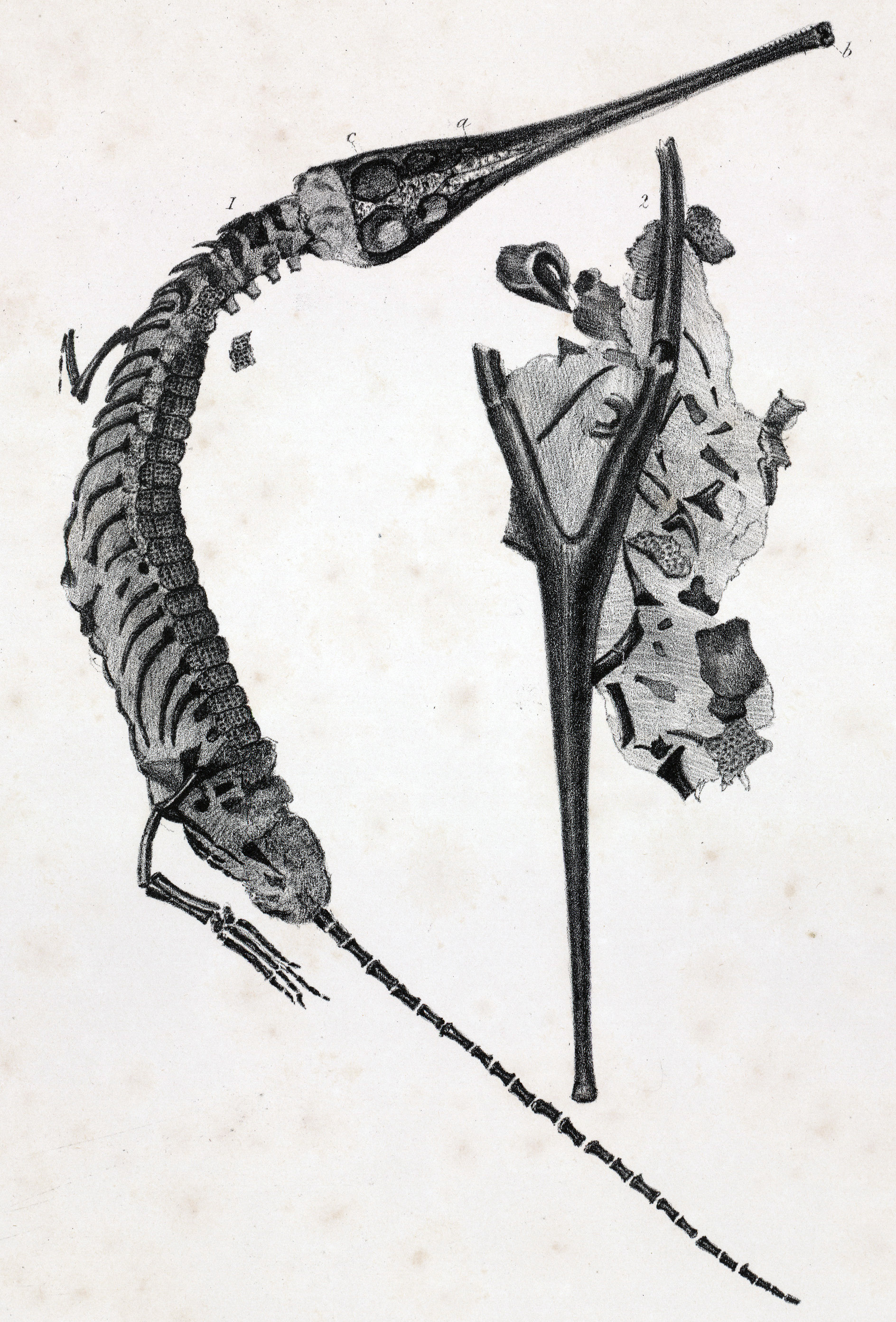
Lithographie de l'holotype.

## Taxonomie
L'espèce type de Plagiophthalmosuchus, P. gracilirostris, a été initialement nommée Steneosaurus gracilirostris par Frank Westphal (d) en 1961 sur la base de l'holotype NHMUK PV OR 14792 et du paratype NHMUK PV OR 15500 extrait du schiste d'alun de la formation de Whitby Mudstone dans le Yorkshire, Royaume-Uni. Dans sa thèse non publiée de 2019, Michela Maria Angeline Johnson (d) a inventé le nomen ex dissertationae Plagiophthalmosuchus pour S. gracilirostris, le nom du genre venant du grec plágios (πλάγιος) et ofthalmós (οφθαλμός) signifiant respectivement « latéral » et « œil », et soukhos (σοῦχος), signifiant « crocodile ».